# Arizonapsallus
Arizonapsallus is een geslacht van wantsen uit de familie van de Miridae (Blindwantsen). Het geslacht werd voor het eerst wetenschappelijk beschreven door Schuh in 2006.

## Soorten
Het genus is monotypisch en bevat alleen de volgende soort:

- Arizonapsallus stonedahli Schuh, 2006